# Caesalpinia pubescens
Caesalpinia pubescens là một loài thực vật có hoa trong họ Đậu. Loài này được (Desf.) Hattink miêu tả khoa học đầu tiên.